# زمین‌لرزه ۱۳ ژانویه ۱۹۶۰ پرو
زمین‌لرزه پرو  در تاریخ ۱۳ ژانویه ۱۹۶۰ میلادی، برابر با ‎۲۲ دی ۱۳۳۸، ساعت ۱۵:۴۰:۲۲ به زمان یوتی‌سی در پرو رخ داد. ژرفای این زلزله ۳۵ کیلومتر بود. بزرگی آن ۷٫۵ در مقیاس mB اعلام شده‌است. زمین‌لرزه به وقت محلی در روز چهارشنبه، ساعت ۱۰ روی داده و منطقه زمانی آن یوتی‌سی -۵ بوده‌است .
سازمان زمین‌شناسی آمریکا نیز جای این زمین‌لرزه را در مختصات ۱۵°۴۵′جنوبی ۷۲°۴۵′غربی / ۱۵٫۷۵°جنوبی ۷۲٫۷۵°غربی و بزرگی آنرا برابر با ۷٫۸ در مقیاس ریشتر اعلام کرده‌است. ژرفای گزارش شده از سوی این سازمان ۱۶۰ کیلومتر می‌باشد.
تعداد زخمیان ۲۰۰ نفر برآورده شده‌است.